# Суверенные военные базы

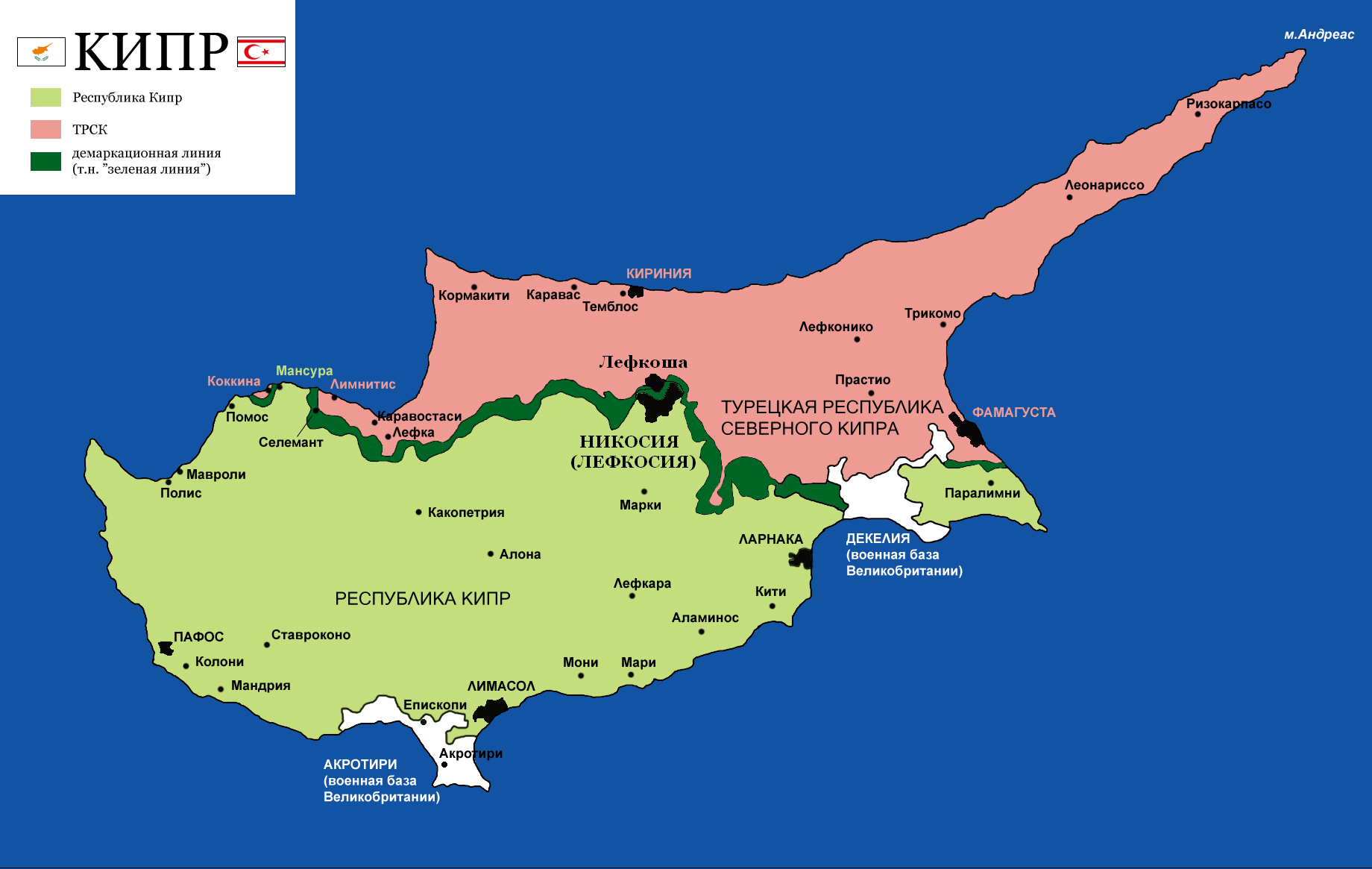
Суверенные военные базы
Акротири и Декелия на острове Кипр выделены белым цветом.

Суверенные военные базы (англ. Sovereign Base Areas) — военные базы, расположенные на территориях, управляемых Соединенным Королевством, но которые отделены от обычной британской территории.
Две Суверенные военные базы Акротири и Декелия находятся на Кипре, который ранее полностью был под властью Великобритании.
До 1938 года Великобритания также имела 3 военных порта на территории Ирландии — в Берехейвене, Квинстауне (теперь Ков) и Лох-Свилли.